# كاتالين بالينجر
كاتالين بالينجر (بالمجرية: Pálinger Katalin)‏ مواليد 6 ديسمبر 1978 في المجر، هي لاعبة كرة يد مجرية معتزلة لعبت كحارس مرمى. مثلت منتخب المجر لكرة اليد للسيدات في 254 مباراة. شاركت في دورة الألعاب الأولمبية الصيفية سنة 2000. حققت المركز الأول في بطولة أوروبا لكرة اليد للسيدات 2000.

## سجل المنافسة
شاركت في البطولات التالية:
- بطولة العالم لكرة اليد للسيدات 1997
- بطولة العالم لكرة اليد للسيدات 1999
- بطولة العالم لكرة اليد للسيدات 2001
- بطولة العالم لكرة اليد للسيدات 2003
- بطولة العالم لكرة اليد للسيدات 2005
- بطولة العالم لكرة اليد للسيدات 2007
- بطولة أوروبا لكرة اليد للسيدات 1998
- بطولة أوروبا لكرة اليد للسيدات 2000
- بطولة أوروبا لكرة اليد للسيدات 2002
- بطولة أوروبا لكرة اليد للسيدات 2004
- بطولة أوروبا لكرة اليد للسيدات 2006
- بطولة أوروبا لكرة اليد للسيدات 2008
- بطولة أوروبا لكرة اليد للسيدات 2010

## الميداليات
| الميدالية | المسابقة                            |
| --------- | ----------------------------------- |
| فضية      | الألعاب الأولمبية الصيفية 2000      |
| فضية      | بطولة العالم لكرة اليد للسيدات 2003 |
| برونزية   | بطولة العالم لكرة اليد للسيدات 2005 |
| ذهبية     | بطولة أوروبا لكرة اليد للسيدات 2000 |
| برونزية   | بطولة أوروبا لكرة اليد للسيدات 1998 |
| برونزية   | بطولة أوروبا لكرة اليد للسيدات 2004 |

## روابط خارجية
- كاتالين بالينجر على موقع الاتحاد الأوروبي لكرة اليد (الإنجليزية)
- كاتالين بالينجر على موقع أوليمبيديا (الإنجليزية)